# 马林·罗布
马林·罗布（羅馬尼亞語：Marin Robu，2000年3月19日—），摩尔多瓦男子举重运动员，2021年世界举重锦标赛男子81公斤级铜牌得主、2021年欧洲举重锦标赛男子73公斤级银牌得主、2023年欧洲举重锦标赛男子89公斤级铜牌得主。